# سزار بالداچینی
سزار بالداچینی (انگلیسی: César Baldaccini؛ ۱ ژانویهٔ ۱۹۲۱ – ۶ دسامبر ۱۹۹۸) مجسمه‌ساز و نقاش اهل فرانسه بود.
سزار در خط مقدم نوواقع‌گرایی هنر بود. 
وی همچنین برندهٔ جوایزی همچون پرمیوم ایمپریاله شده‌است.
سزار در ۱۹۹۸ درگذشت و مقبره وی در گورستان مون‌پارناس است.